# Lake Barkell
Der Lake Barkell ist ein See im ostantarktischen Kempland. Auf dem Chapman Ridge liegt er 2 km westlich des Lake Reynolds. 
Wissenschaftler der Australian National Antarctic Research Expeditions untersuchten ihn zwischen 1978 und 1979. Sie entdeckten dabei Krallenschwänze der Art Daphniopsis studeri, was dem erstmaligen Nachweis dieser Tiere westlich der Vestfoldberge entsprach. Das Antarctic Names Committee of Australia benannte den See 1983 nach dem Hubschrauberpiloten Victor George Barkell (1925–1999), der die Wissenschaftler bei der Gewässeruntersuchung logistisch unterstützt hatte.